# Paryż-Roubaix
Wyścig Paryż-Roubaix (nazwa oryginalna z franc. Paris-Roubaix) – jeden z najsłynniejszych klasycznych wyścigów kolarskich, organizowany corocznie, w jedną z niedziel kwietnia, w północnej Francji przez Amaury Sport Organisation. Jeden z pięciu „pomników kolarstwa” („monumentów kolarstwa”), do których należą ponadto: Mediolan-San-Remo, Ronde van Vlaanderen, Liège-Bastogne-Liège i Giro di Lombardia. Jego główną cechą charakterystyczną są odcinki wytyczone po bruku z kamienia polnego, dlatego zaliczany jest również do tzw. „wiosennych klasyków brukowych”.
Od 2005, decyzją UCI wyścig został włączony do cyklu ProTour. Od 2008 organizatorzy postanowili wyłączyć wyścig z cyklu ProTour, od tejże edycji należał przez kilka lat do kategorii wyścigów bezpośrednio niższej od ProTour (2008 HC, 2009 HIS). W 2011 UCI ponownie włączyła wyścig do cyklu zawodów o najwyższej randze – do nowo powstałego World Tour. Pomimo to cały czas pozostaje jednym z najbardziej  prestiżowych i najtrudniejszych wyścigów jednodniowych świata.
Wyścig posiada kilka przydomków. Najsłynniejszy z nich to „piekło północy”. Określa się go również, jako „królową klasyków”, „wyścig wielkanocny” lub „piekielną niedzielę”. Jego dystans wynosi 259 km, z czego aż 55 km przebiega po „kocich łbach” – wąskich uliczkach wybrukowanych XIX-wieczną kostką. Zawodnicy przed startem zakładają wzmocnione łańcuchy i koła oraz smarują się specjalnymi maściami chroniącymi przy upadkach. Ostatnie metry wyścigu tradycyjnie rozgrywane są na betonowym torze kolarskim w Roubaix.

## Historia
Pomysłodawcami wyścigu byli dwaj przemysłowcy branży tekstylnej z Roubaix: Théodore Vienne i Maurice Perez, a głównym powodem – fakt wybudowania przez nich toru kolarskiego (welodromu) w tym mieście (oddanie do użytku 9 czerwca 1895). Postanowili zorganizować imprezę, która swój finisz miałaby mieć na owym welodromie. Premierowa edycja odbyła się 19 kwietnia 1896, a pierwszym zwycięzcą został Niemiec Joseph Fischer. Najwięcej zwycięstw w historii wyścigu odniosło dwóch Belgów: Roger De Vlaeminck i Tom Boonen, którzy triumfowali cztery razy. Pierwszą transmisję telewizyjną z wyścigu przeprowadzono podczas edycji 1960.

## Lista zwycięzców
Opracowano na podstawie:
| Rok  | Pierwsze                | Drugie                  | Trzecie              |          |
| ---- | ----------------------- | ----------------------- | -------------------- | -------- |
| 1896 | Josef Fischer           | Charles Meyer           | Maurice Garin        |          |
| 1897 | Maurice Garin           | Mathieu Cordang         | Michel Frédérick     |          |
| 1898 | Maurice Garin           | Auguste Stéphane        | Édouard Wattelier    |          |
| 1899 | Albert Champion         | Paul Bor                | Ambroise Garin       |          |
| 1900 | Émile Bouhours          | Josef Fischer           | Maurice Garin        |          |
| 1901 | Lucien Lesna            | Ambroise Garin          | Lucien Itsweire      |          |
| 1902 | Lucien Lesna            | Édouard Wattelier       | Ambroise Garin       |          |
| 1903 | Hippolyte Aucouturier   | Claude Chapperon        | Louis Trousselier    |          |
| 1904 | Hippolyte Aucouturier   | César Garin             | Lucien Pothier       |          |
| 1905 | Louis Trousselier       | René Pottier            | Henri Cornet         |          |
| 1906 | Henri Cornet            | Marcel Cadolle          | René Pottier         |          |
| 1907 | Georges Passerieu       | Cyrille van Hauwaert    | Louis Trousselier    |          |
| 1908 | Cyrille van Hauwaert    | Georges Lorgeou         | François Faber       |          |
| 1909 | Octave Lapize           | Louis Trousselier       | Jules Masselis       |          |
| 1910 | Octave Lapize           | Cyrille van Hauwaert    | Eugène Christophe    |          |
| 1911 | Octave Lapize           | Alphonse Charpiot       | Cyrille van Hauwaert |          |
| 1912 | Charles Crupelandt      | Gustave Garrigou        | Maurice Léturgie     |          |
| 1913 | François Faber          | Charles Deruyter        | Charles Crupelandt   |          |
| 1914 | Charles Crupelandt      | Louis Luguet            | Louis Mottiat        |          |
| 1919 | Henri Pélissier         | Philippe Thys           | Honoré Barthélémy    |          |
| 1920 | Paul Deman              | Eugène Christophe       | Lucien Buysse        |          |
| 1921 | Henri Pélissier         | Francis Pélissier       | Léon Scieur          |          |
| 1922 | Albert Dejonghe         | Jean Rossius            | Émile Masson         |          |
| 1923 | Heiri Suter             | René Vermandel          | Félix Sellier        |          |
| 1924 | Jules Van Hevel         | Maurice Ville           | Félix Sellier        |          |
| 1925 | Félix Sellier           | Pietro Bestetti         | Jules Van Hevel      |          |
| 1926 | Julien Delbecque        | Gustaaf Van Slembrouck  | Gaston Rebry         |          |
| 1927 | Georges Ronsse          | Joseph Curtel           | Charles Pélissier    |          |
| 1928 | André Leducq            | Georges Ronsse          | Charles Meunier      |          |
| 1929 | Charles Meunier         | Georges Ronsse          | Aimé Deolet          |          |
| 1930 | Julien Vervaecke        | Jean Maréchal           | Antonin Magne        |          |
| 1931 | Gaston Rebry            | Charles Pélissier       | Émile Decroix        |          |
| 1932 | Romain Gijssels         | Georges Ronsse          | Herbert Sieronski    |          |
| 1933 | Sylvère Maes            | Julien Vervaecke        | Léon Le Calvez       |          |
| 1934 | Gaston Rebry            | Jean Wauters            | Frans Bonduel        |          |
| 1935 | Gaston Rebry            | André Leducq            | Jean Aerts           |          |
| 1936 | Georges Speicher        | Romain Maes             | Gaston Rebry         |          |
| 1937 | Jules Rossi             | Albert Hendrickx        | Noël Declercq        |          |
| 1938 | Lucien Storme           | Louis Hardiquest        | Marcel Van Houtte    |          |
| 1939 | Émile Masson junior     | Marcel Kint             | Roger Lapébie        |          |
| 1943 | Marcel Kint             | Jules Lowie             | Louis Thiétard       |          |
| 1944 | Maurice Desimpelaere    | Jules Rossi             | Louis Thiétard       |          |
| 1945 | Paul Maye               | Lucien Teisseire        | Kléber Piot          |          |
| 1946 | Georges Claes           | Louis Gauthier          | Lucien Vlaemynck     |          |
| 1947 | Georges Claes           | Adolph Verschueren      | Louis Thiétard       |          |
| 1948 | Rik Van Steenbergen     | Émile Idée              | Georges Claes        |          |
| 1949 | Serse Coppi André Mahé  |                         | Frans Leenen         |          |
| 1950 | Fausto Coppi            | Maurice Diot            | Fiorenzo Magni       |          |
| 1951 | Antonio Bevilacqua      | Louison Bobet           | Rik Van Steenbergen  |          |
| 1952 | Rik Van Steenbergen     | Fausto Coppi            | André Mahé           |          |
| 1953 | Germain Derycke         | Donato Piazza           | Wout Wagtmans        |          |
| 1954 | Raymond Impanis         | Stan Ockers             | Marcel Rijckaert     |          |
| 1955 | Jean Forestier          | Fausto Coppi            | Louison Bobet        |          |
| 1956 | Louison Bobet           | Fred De Bruyne          | Jean Forestier       |          |
| 1957 | Fred De Bruyne          | Rik Van Steenbergen     | Leon Vandaele        |          |
| 1958 | Leon Vandaele           | Miguel Poblet           | Rik Van Looy         |          |
| 1959 | Noël Foré               | Gilbert Desmet          | Marcel Janssens      |          |
| 1960 | Pino Cerami             | Tino Sabbadini          | Miguel Poblet        |          |
| 1961 | Rik Van Looy            | Marcel Janssens         | René Vanderveken     |          |
| 1962 | Rik Van Looy            | Emile Daems             | Frans Schoubben      |          |
| 1963 | Emile Daems             | Rik Van Looy            | Jan Janssen          |          |
| 1964 | Peter Post              | Benoni Beheyt           | Yvo Molenaers        |          |
| 1965 | Rik Van Looy            | Edward Sels             | Willy Vannitsen      |          |
| 1966 | Felice Gimondi          | Jan Janssen             | Gustaaf De Smet      |          |
| 1967 | Jan Janssen             | Rik Van Looy            | Rudi Altig           |          |
| 1968 | Eddy Merckx             | Herman Van Springel     | Walter Godefroot     |          |
| 1969 | Walter Godefroot        | Eddy Merckx             | Willy Vekemans       |          |
| 1970 | Eddy Merckx             | Roger De Vlaeminck      | Eric Leman           |          |
| 1971 | Roger Rosiers           | Herman Van Springel     | Marino Basso         |          |
| 1972 | Roger De Vlaeminck      | André Dierickx          | Barry Hoban          |          |
| 1973 | Eddy Merckx             | Walter Godefroot        | Roger Rosiers        |          |
| 1974 | Roger De Vlaeminck      | Francesco Moser         | Marc Demeyer         |          |
| 1975 | Roger De Vlaeminck      | Eddy Merckx             | André Dierickx       |          |
| 1976 | Marc Demeyer            | Francesco Moser         | Roger De Vlaeminck   |          |
| 1977 | Roger De Vlaeminck      | Willy Teirlinck         | Freddy Maertens      |          |
| 1978 | Francesco Moser         | Roger De Vlaeminck      | Jan Raas             |          |
| 1979 | Francesco Moser         | Roger De Vlaeminck      | Hennie Kuiper        |          |
| 1980 | Francesco Moser         | Gilbert Duclos-Lassalle | Dietrich Thurau      |          |
| 1981 | Bernard Hinault         | Roger De Vlaeminck      | Francesco Moser      |          |
| 1982 | Jan Raas                | Yvon Bertin             | Gregor Braun         |          |
| 1983 | Hennie Kuiper           | Gilbert Duclos-Lassalle | Francesco Moser      |          |
| 1984 | Sean Kelly              | Rudy Rogiers            | Alain Bondue         |          |
| 1985 | Marc Madiot             | Bruno Wojtinek          | Sean Kelly           |          |
| 1986 | Sean Kelly              | Rudy Dhaenens           | Adrie van der Poel   |          |
| 1987 | Eric Vanderaerden       | Patrick Versluys        | Rudy Dhaenens        |          |
| 1988 | Dirk Demol              | Thomas Wegmüller        | Laurent Fignon       |          |
| 1989 | Jean-Marie Wampers      | Dirk De Wolf            | Edwig Van Hooydonck  |          |
| 1990 | Eddy Planckaert         | Steve Bauer             | Edwig Van Hooydonck  |          |
| 1991 | Marc Madiot             | Jean-Claude Colotti     | Carlo Bomans         |          |
| 1992 | Gilbert Duclos-Lassalle | Olaf Ludwig             | Johan Capiot         |          |
| 1993 | Gilbert Duclos-Lassalle | Franco Ballerini        | Olaf Ludwig          |          |
| 1994 | Andrei Tchmil           | Fabio Baldato           | Franco Ballerini     |          |
| 1995 | Franco Ballerini        | Andrei Tchmil           | Johan Museeuw        |          |
| 1996 | Johan Museeuw           | Gianluca Bortolami      | Andrea Tafi          |          |
| 1997 | Frédéric Guesdon        | Jo Planckaert           | Johan Museeuw        |          |
| 1998 | Franco Ballerini        | Andrea Tafi             | Wilfried Peeters     |          |
| 1999 | Andrea Tafi             | Wilfried Peeters        | Tom Steels           |          |
| 2000 | Johan Museeuw           | Peter Van Petegem       | Erik Zabel           |          |
| 2001 | Servais Knaven          | Johan Museeuw           | Romāns Vainšteins    |          |
| 2002 | Johan Museeuw           | Steffen Wesemann        | Tom Boonen           |          |
| 2003 | Peter Van Petegem       | Dario Pieri             | Wiaczesław Jekimow   |          |
| 2004 | Magnus Bäckstedt        | Tristan Hoffman         | Roger Hammond        |          |
| 2005 | Tom Boonen              | George Hincapie         | Juan Antonio Flecha  |          |
| 2006 | Fabian Cancellara       | Tom Boonen              | Alessandro Ballan    |          |
| 2007 | Stuart O’Grady          | Juan Antonio Flecha     | Steffen Wesemann     |          |
| 2008 | Tom Boonen              | Fabian Cancellara       | Alessandro Ballan    |          |
| 2009 | Tom Boonen              | Filippo Pozzato         | Thor Hushovd         |          |
| 2010 | Fabian Cancellara       | Thor Hushovd            | Juan Antonio Flecha  |          |
| 2011 | Johan Vansummeren       | Fabian Cancellara       | Maarten Tjallingii   |          |
| 2012 | Tom Boonen              | Sébastien Turgot        | Alessandro Ballan    |          |
| 2013 | Fabian Cancellara       | Sep Vanmarcke           | Niki Terpstra        |          |
| 2014 | Niki Terpstra           | John Degenkolb          | Fabian Cancellara    |          |
| 2015 | John Degenkolb          | Zdeněk Štybar           | Greg Van Avermaet    |          |
| 2016 | Mathew Hayman           | Tom Boonen              | Ian Stannard         |          |
| 2017 | Greg Van Avermaet       | Zdeněk Štybar           | Sebastian Langeveld  |          |
| 2018 | Peter Sagan             | Silvan Dillier          | Niki Terpstra        |          |
| 2019 | Philippe Gilbert        | Nils Politt             | Yves Lampaert        |          |
| 2020 | odwołany                | odwołany                | odwołany             | odwołany |
| 2021 | Sonny Colbrelli         | Florian Vermeersch      | Mathieu van der Poel |          |
| 2022 | Dylan van Baarle        | Wout van Aert           | Stefan Küng          |          |
| 2023 | Mathieu van der Poel    | Jasper Philipsen        | Wout van Aert        |          |
| 2024 | Mathieu van der Poel    | Jasper Philipsen        | Mads Pedersen        |          |
| 2025 |                         |                         |                      |          |

## Polacy w Paryż-Roubaix

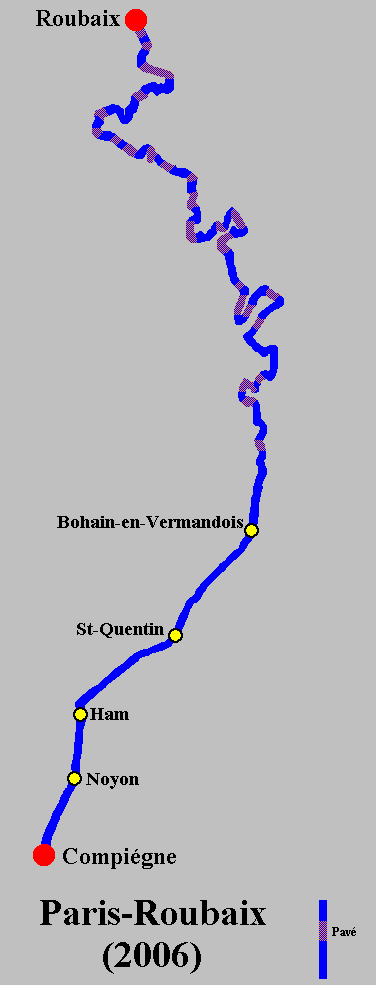
Trasa wyścigu 2006

1990
14. Joachim Halupczok
73. Zenon Jaskuła
1993
52. Cezary Zamana
1994
48. Cezary Zamana
1997
51. Zbigniew Spruch
69. Marek Leśniewski
1999
14. Zbigniew Spruch
2000
15. Zbigniew Spruch
2001
DNF Piotr Wadecki
2002
15. Zbigniew Spruch
2003
DNF Zbigniew Spruch
2006
DNF Peter Mazur
2009
89. Marcin Sapa
OTL Maciej Bodnar
2010
DNF Marcin Sapa
2011
93. Jarosław Marycz
2012
DNF Jarosław Marycz
2013
56. Maciej Bodnar
2014
42. Maciej Bodnar
2015
DNF Maciej Bodnar
2017
75. Maciej Bodnar
DNF Łukasz Wiśniowski
2018
DNF Przemysław Kasperkiewicz
DNF Maciej Bodnar
2019
77. Łukasz Wiśniowski
DNF Kamil Gradek
DNF Maciej Bodnar
OTL Przemysław Kasperkiewicz